# او با شور و هیجان کشت
او با شور و هیجان کشت (آلمانی: Sie tötete in Ekstase) یک فیلم مهیج اِروتیک به کارگردانی خسوس فرانکو است که در سال ۱۹۷۱ منتشر شد.

## بازیگران
- سوله‌داد میراندا
- فرد ویلیامز
- اوا استرومبرگ
- پل مولر
- هوارد ورنون
- هورست تاپرت
- خسوس فرانکو